# Смирнов Ігор Миколайович
Ігор Миколайович Смирнов (рос. И́горь Никола́евич Смирно́в; нар. 23 жовтня 1941, Петропавловськ-Камчатський, Російська РФСР) — молдовський політичний діяч російського походження, президент самопроголошеної та невизнаної Придністровської Молдовської Республіки у 1991–2011 рр.

## Життєпис
Після закінчення ремісничого училища працював на Златоустовському металургійному заводі, а в 1959–1987 — на заводі Електромашинобудування в місті Нова Каховка.
У 1987–1990 — директор заводу «Електромаш» (Тирасполь). Член КПРС.
З серпня 1989 став на чолі Об'єднаної Ради Трудових Колективів — страйкового комітету тираспольських підприємств. У лютому 1990 його було обрано в Верховну Раду Молдавської РСР. З квітня 1990 голова Тираспольської міської ради народних депутатів, а 2 вересня 1990 проголошений головою верховної ради невизнаної Придністровської РСР.
28 серпня 1991 года виїхав для переговорів до України. Затриманий 29 серпня у Києві молдавськими спецслужбами, доставлений до Кишинева.
Обирався президентом невизнаної Придністровської Молдавської Республіки чотири рази (1991, 1996, 2001, 2006), востаннє отримав 82,4 % голосів. Результати Референдуму про незалежність ПМР, проведеного 17 вересня 2006 року не були визнані жодною країною світу. Під час збройного конфлікту в Придністров'ї в 1992 він був головнокомандувачем армії ПМР.